# USS LST-126
O USS LST-126 foi um navio de guerra norte-americano da classe LST que operou durante a Segunda Guerra Mundial.